# Saint-Bérain-sur-Dheune
Saint-Bérain-sur-Dheune este o comună în departamentul Saône-et-Loire, Franța. În 2009 avea o populație de 572 de locuitori.

## Evoluția populației
| An        | 1975 | 1982 | 1990 | 1999 | 2006 | 2009 |
| --------- | ---- | ---- | ---- | ---- | ---- | ---- |
| Populație | 542  | 453  | 446  | 499  | 557  | 572  |